# Myrcia heringii
Myrcia heringii är en myrtenväxtart som beskrevs av Carlos Maria Diego Enrique Legrand. Myrcia heringii ingår i släktet Myrcia och familjen myrtenväxter. Inga underarter finns listade i Catalogue of Life.